# Деревково (Вологодская область)
Деревково — деревня в Вологодском районе Вологодской области.
Входит в состав Кубенского сельского поселения, с точки зрения административно-территориального деления — в Кубенский сельсовет.
Расстояние по автодороге до районного центра Вологды — 37 км, до центра муниципального образования Кубенского — 7 км. Ближайшие населённые пункты — Хвастово, Лахмино, Обросово, Евлашево, Федурино.
По переписи 2002 года население — 6 человек.